# 自贡凤鸣通用机场
自贡凤鸣通用机场是一座位於中国四川省自贡市贡井区成佳镇的通用机场。凤鸣通用机场是国务院将新建通用机场项目核准权限下放到省级政府后，四川省政府核准的第一个通用机场项目。
该项目总投资5.9亿元，建设了包括一条1200米的跑道在内的机场核心设施及相关附属设施。通用机场等级A1，飞行区等级2B，可起降Z-11、S300、塞斯纳172、Y-12及M60等小型固定翼飞机及直升机。预计2025年机场旅客吞吐量7.4万人次、飞机起降量42667架次。
目前，凤鸣机场已经获批开通至绵阳、新津、广汉和遂宁四条通用航线，均为中国民航飞行学院及分院所在地，为中国民航飞行学院飞机转场提供条件。
与捷克合作的SL600轻型飞机的组装项目在以凤鸣机场为核心的通航工业园落地，自贡市政府也已与中国民航飞行学院签署合作协议，将依托凤鸣机场建设中国民航飞行学院自贡分院。